# 樂其雅
樂其雅（1513年—？），字必所，號小川，江西撫州府臨川縣人，軍籍，明朝政治人物。

## 生平
江西鄉試第十七名舉人。嘉靖二十六年（1547年）中式丁未科會試第二十三名，登第三甲第一百四十二名進士。兵部觀政，授行人，卒。

## 家族
曾祖樂杞；祖父樂鳳鳴；父樂佳，母劉氏。子一詠、一致。